# Reuters

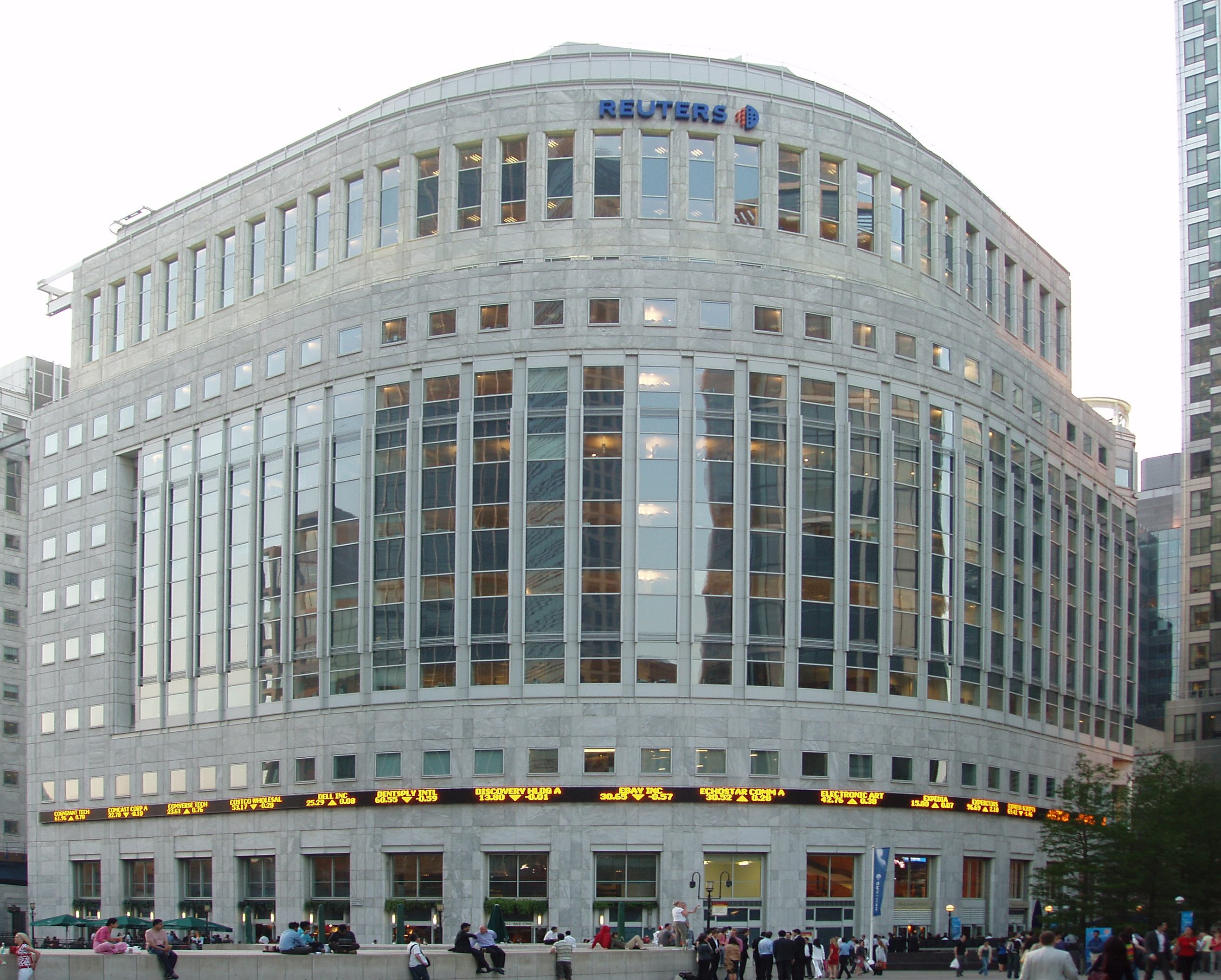
Siedziba agencji Reuters

Reuters – agencja prasowa należąca do kanadyjskiej spółki Thomson Reuters (międzynarodowy konglomerat medialny), z siedzibą w Londynie. Do 1916 roku znana jako Reuter’s.
Główna siedziba Reuters Group mieściła się od 1939 w Londynie przy Fleet Street, a od 2005 znajduje się na Canary Wharf. W 2008 roku spółka Reuters Group została przejęta przez kanadyjską Thomson Corporation, która zmieniła wtedy nazwę na Thomson Reuters. 
Największymi konkurentami Reutersa w sektorze informacji biznesowej są amerykańskie przedsiębiorstwa Bloomberg i Dow Jones Newswires.

## Działalność
Agencja została założona w Akwizgranie przez niemieckiego Żyda Paula Juliusa Reutera (wówczas Reuter zajmował się dostarczaniem informacji o cenach akcji za pomocą gołębi pomiędzy Brukselą a Akwizgranem). Julius Reuter opracował też pomysłowy system przesyłania informacji między Europą a Ameryką. Opłacał irlandzkich rybaków, którzy wyławiali z morza wiadomości w wodoszczelnych pojemnikach, wyrzucanych przez marynarzy parowców pocztowych płynących z Ameryki do Europy. Rybacy dostarczali do najbliższego punktu telegraficznego, które następnie przesyłano do Londynu. Dzięki temu 26 kwietnia 1865 roku jako pierwszy Reuter doniósł o zamachu na życie prezydenta Abrahama Lincolna.
W 1851 r. wraz z upowszechnieniem się telegrafu agencja została przeniesiona do Londynu. W 1870 roku Reuter podpisał porozumienie z francuską agencją telegraficzną Havas i niemiecką Wolff o podziale stref wpływów. Na jego mocy w 1872 roku dotarł na Daleki Wschód, a w 1874 roku rozszerzył działalność na Amerykę Południową. W tym czasie  Reuter zarządzał korporacją Reuter’s Telegraphic Comp i miał monopol informacyjny na terenie Królestwa Brytyjskiego.
W 1916 roku agencję kupili Roderick Jones oraz Mark Napier i usunęli apostrof z członu „Reuters”.
Obecnie Reuters działa w 200 miejscach na świecie, ponad 75 krajach i dostarcza informacje tekstowe w 16 językach.
Jej działalność nie ogranicza się jedynie do mediów (ta część stanowi jedynie 10% w przychodach całej grupy). Firma skupia się głównie na obsłudze rynków finansowych, dostarczając kontrahentom i różnym podmiotom biznesowym najważniejszych informacji gospodarczych. Są to np. kursy akcji i walut. Ponadto przedsiębiorstwo prowadzi na zlecenie różne badania i analizy w sektorze gospodarczym.
Reuters zatrudnia kilka tysięcy dziennikarzy, którzy pracują w niemal każdym zakątku świata, często w rejonach konfliktów zbrojnych. 
W związku z Brexitem agencja otworzyła w 2017 stronę Brexit and the City, na której są wykresy różnych wskaźników pokazujących, jak Brexit wpływa na centrum finansowe Londynu (przed Brexitem centrum finansowe wspólnoty europejskiej). Są tam zebrane różne dane od cen najmu, procenta wynajmowanej powierzchni, liczbę podróży na stacje metra (Bank and Monument i Canary Wharf), pozwolenia na alkohol dla pubów, przyloty do London City Airport czy ubywające miejsca pracy.

## Wypadki śmiertelne i inne incydenty
W maju 2003 r. Kurt Schork – amerykański fotoreporter z Reutersa został zabity w zasadzce rebeliantów w Sierra Leone. W kwietniu i w sierpniu 2003 kamerzysta Taras Prociuk i Mazen Dana zginęli przypadkowo z rąk amerykańskich żołnierzy w Iraku, w 2004 w Czeczenii zginął operator kamery – Adlan Kasanow, a w Iraku Dhia Najim.
7 sierpnia 2006 miał miejsce incydent z dostarczeniem przez agencję zdjęć wykonanych przez libańskiego fotografa wolnego strzelca – Adnana Hajja. Zdjęcie Bejrutu było retuszowane komputerowo, m.in. poprzez wprowadzenie dymu, jak i uszkodzeń miasta mających rzekomo pochodzić od nalotów izraelskiego lotnictwa. Po ujawnieniu manipulacji Reuters usunął ze swoich archiwów wszystkie zdjęcia Adnana Hajja.
17 kwietnia 2008 w Strefie Gazy zginął 23-letni kamerzysta Reuters – Fadel Shana, został trafiony pociskiem odłamkowym wystrzelonym z izraelskiego czołgu, podczas gdy nagrywał reportaż ze swojego oznakowanego samochodu.
W 2010 r. w opublikowanych przez Reutersa dwóch zdjęciach z incydentu u wybrzeży Strefy Gazy zostały cyfrowo usunięte noże trzymane przez tureckich aktywistów, jak i krew izraelskiego żołnierza.
20 marca 2022 portal Politico opublikował artykuł, w którym opisał reakcje reporterów Reutersa na rozpoczęcie współpracy z agencją prasową TASS w 2020 w ramach Reuters Connect i kontynuowania jej mimo dezinformacji prowadzonej przez rosyjskie medium nt. inwazji Rosji na Ukrainę. 23 marca 2022 Reuters opublikował artykuł o zerwaniu współpracy z agencją TASS.